# Cottbus–Görlitz–Cottbus
Cottbus–Görlitz–Cottbus war ein Wettbewerb im Straßenradsport in Deutschland, das ab 1923 mit Unterbrechungen zwischen den Städten Cottbus in Brandenburg und Görlitz in Sachsen als Eintagesrennen ausgetragen wurde.

## Geschichte
Das Rennen wurde 1923 auf Initiative des Vereines RK Endspurt 09 Cottbus ins Leben gerufen. Durch die Nähe zu Berlin zog das Rennen auch viele Fahrer aus der Hauptstadt an den Start. Zum Premierenrennen hatten mehr als 200 Radrennfahrer gemeldet.
Zeitweilig trug es den Namen „Cottbuser Dreiecksrennen“. In den ersten zehn Jahren führte das Rennen vom Startort Cottbus nach Görlitz und zurück. Ab 1933 wurde das sogenannte „Cottbuser Dreieck“ befahren. Dieser Kurs führte von Cottbus über Madlow, Drebkau und Sachsendorf zurück nach Cottbus. Bis 1942 wurde dieser Kurs gefahren. Der Zweite Weltkrieg unterbrach dann die Tradition dieses Radrennens.
1954 nahm der Deutsche Radsportverband der DDR das Rennen wieder in seinen Veranstaltungskalender auf. Die Strecke führte für die nächsten Jahre unter dem Namen Cottbuser Dreiecksrennen von Cottbus über Spremberg und Drebkau wieder nach Cottbus. Ab 1967 fand dann das Rennen wieder für eine längere Zeit nicht mehr statt. 
Erst 1994 wurde wieder auf dem alten Kurs nach Görlitz und zurück und unter dem alten Namen des Rennens gefahren. Die Initiative hierzu lag wieder beim Verein RK Endspurt 09 Cottbus und insbesondere bei dem ehemaligen Radrennfahrer, Trainer und Radsportfunktionär Eberhard Pöschke. Bis 1996 war das Rennen den Amateuren vorbehalten.
Cottbus–Görlitz–Cottbus war mehrfach Wertungsrennen der Rad-Bundesliga. Das beste Ergebnis eines ausländischen Fahrers erzielte Robbie McEwen, der 1994 Zweiter wurde. 
Seit 2004 findet auf dem Kurs ein Jedermann-Rennen statt.

## Palmarès
| Jahr      | Sieger                | Ort/Verein                           |
| --------- | --------------------- | ------------------------------------ |
| 1923      | Anton Orlewics        | Berlin                               |
| 1924      | Arno Baumeier         | Berliner RC Falke 1924               |
| 1925      | Max Schories          | RC Stern Spandau Berlin              |
| 1926      | Willy Meyer           | RC Tornado Leipzig                   |
| 1927      | Willy Meyer           | RC Diamant Leipzig                   |
| 1928      | Paul Elpel            | RV Flott-Teutonia Breslau            |
| 1929      | Paul Elpel            | RV Flott-Teutonia Breslau            |
| 1930      | Max Klausch           | RV Sport 1928 Cottbus                |
| 1931      | Karl Stache           | BRV Arminius 1894 Berlin             |
| 1932      | Werner Trinks         | RC Wanderer Görlitz                  |
| 1933      | Willy Körner          | BRC Grün-Weiß 1921 Berlin            |
| 1934      | Arthur Blankenburg    | RC Brennabor Berlin                  |
| 1935      | Walter Haak           | SVg BEWAG Berlin                     |
| 1936      | Gerhard Kempfert      | RV Presto Chemnitz                   |
| 1937      | Herbert Hackebeil     | RC Wanderer Chemnitz                 |
| 1938      | Fritz Grünberg        | MTV Großräschen                      |
| 1939      | Hans Heller           | RV 1889 Schweinfurt                  |
| 1940      | nicht ausgetragen     |                                      |
| 1941      | Siegfried Grigat      | Schöneberger RV Iduna 1910 Berlin    |
| 1942      | Bruno Preß            | BRC Endspurt 1910 Berlin             |
| 1943–1953 | nicht ausgetragen     |                                      |
| 1954      | Konrad Pirch          | SC Einheit Berliner Bär              |
| 1955      | Rudi Kirchhoff        | SC Einheit Berlin                    |
| 1956      | Bernhard Trefflich    | SC Wismut Karl-Marx-Stadt            |
| 1957      | Rudi Kirchhoff        | SC Dynamo Berlin                     |
| 1958      | Wolfgang Grabo        | SC DHfK Leipzig                      |
| 1959      | Günter Lux            | BSG Lok Cottbus                      |
| 1960      | Günter Lux            | BSG Lok Cottbus                      |
| 1961      | Egon Adler            | ASK Vorwärts Leipzig                 |
| 1962      | Lothar Appler         | SC Dynamo Berlin                     |
| 1963      | Karl Kaminski         | SC Karl-Marx-Stadt                   |
| 1964      | Harald Dippold        | SC DHfK Leipzig                      |
| 1965      | Hans-Dieter Taufmann  | SC Dynamo Berlin                     |
| 1966      | Siegfried Köhler      | TSC Berlin                           |
| 1967–1993 | nicht ausgetragen     |                                      |
| 1994      | René Diers            | RSC Cottbus                          |
| 1995      | Michael Schlickum     | RG Hamburg                           |
| 1996      | Hagen Bernutz         | RRV Kontor 7 Hameln-Pyrmont          |
| 1997      | Olaf Pollack          | Team Agro Adler Brandenburg          |
| 1998      | André Schulze         | RSV Niesky                           |
| 1999      | André Schulze         | Team Bunte Berte Leipzig             |
| 2000      | Henrik Paasch         | Peugeot-Radteam Berlin               |
| 2001      | Mario Zeckra          | KD-Bianchi-Team Berlin               |
| 2002      | Renzo Wernecke        | Radteam 2000 – RSV Wolfen            |
| 2003      | Jan Pockrandt         | Team Rose-Versand – Merlin Logistics |
| 2004      | Carlo Westphal        | Magdeburger SV                       |
| 2005      | Lars Wackernagel      | Team Wiesenhof                       |
| 2006      | Karsten Bombach       | Team notebooksbilliger               |
| 2007      | Sebastian Forke       | CT Milram                            |
| 2008      | Felix Rehberger       | RG Team Bergstraße                   |
| 2009      | Sebastian Forke       | LKT-Sparkasse                        |
| 2010      | Tino Thömel           | NSP Ghost                            |
| 2011      | Fabian Schnaidt       | RG Team Bergstraße                   |
| 2012      | Alexander Grad        | Team MLP                             |
| 2013      | Jan-Nikla Droste      | Team Heizomat                        |
| 2014      | nicht ausgetragen     |                                      |
| 2015      | Max Walscheid         | Team Stölting                        |
| 2016      | Daniel Westmattelmann | Team Kuota-Lotto                     |
| 2017      | Lucas Carstensen      | Team Embrace the World               |